# (11786) Bakhchivandji

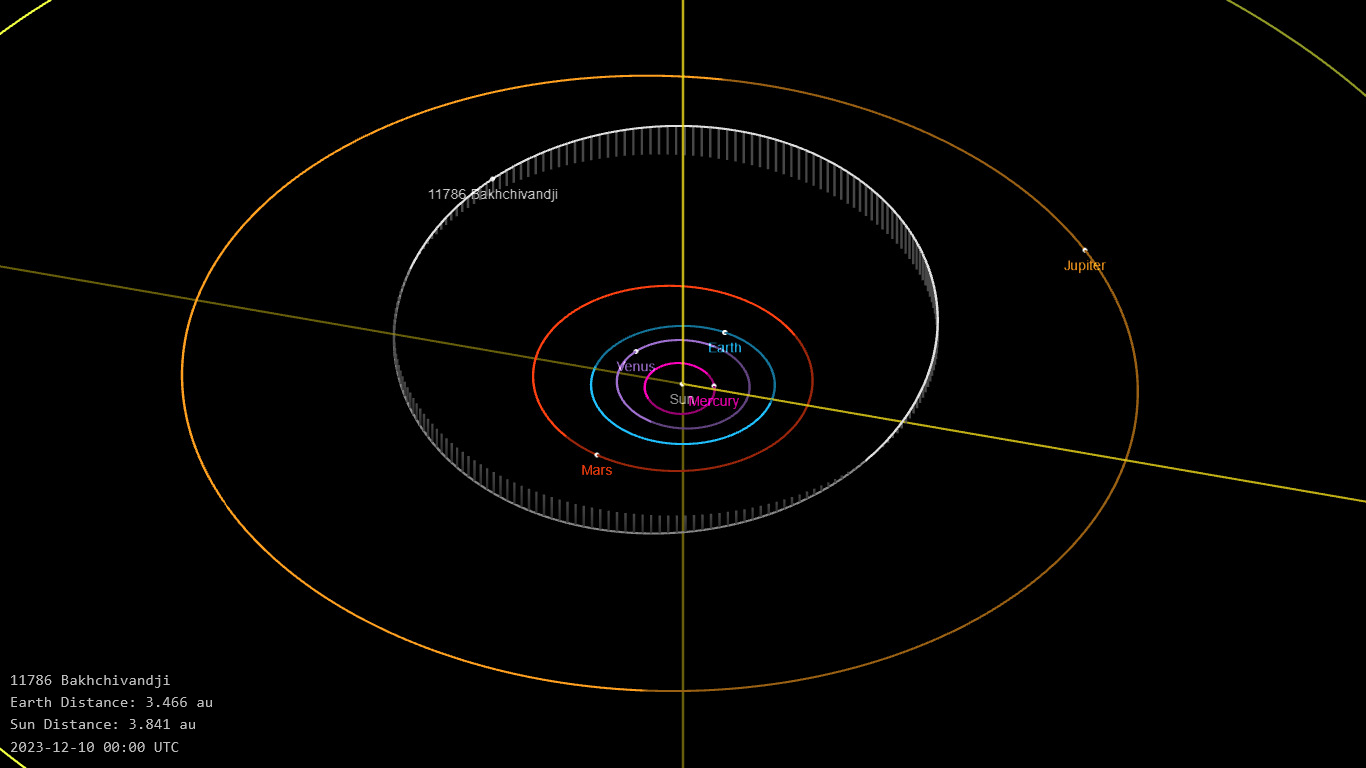
11786 Bakhchivandji (1977 QW)

(11786) Bakhchivandji est un astéroïde de la ceinture principale.

## Description
(11786) Bakhchivandji est un astéroïde de la ceinture principale. Il fut découvert le 19 août 1977 à Naoutchnyï par Nikolaï Tchernykh. Il présente une orbite caractérisée par un demi-grand axe de 3,08 UA, une excentricité de 0,28 et une inclinaison de 7,3° par rapport à l'écliptique.

## Compléments